# Stenosphenus bivittatus
Stenosphenus bivittatus är en skalbaggsart som beskrevs av Giesbert och Chemsak 1989. Stenosphenus bivittatus ingår i släktet Stenosphenus och familjen långhorningar.
Artens utbredningsområde är:
- Guatemala.
- Honduras.

Inga underarter finns listade i Catalogue of Life.